# 佐藤久佳
佐藤 久佳（さとう ひさよし、1987年1月12日 - ）は、日本の競泳選手。ミキハウス所属。2008年北京オリンピック4×100mメドレーリレー銅メダリスト。日本人男子として初めて100m自由形で50秒の壁を突破した。

## 人物
苫小牧市立啓北中学校→日大豊山高校→日本大学文理学部→ミキハウス
2005年9月2日、日本学生選手権水泳競技大会の4x100mフリーリレー予選で、第1泳者における正式時間で49秒73を記録し、長水路100m自由形で日本人として初めて50秒の壁を突破。更にその2日後に行われた100m自由形決勝では49秒71を記録。
2007年9月9日、日本学生選手権自由形決勝で48秒91と自身のもつ日本記録を更新（アジア人初の48秒台であった）。この年の日本学生選手権では、出場5種目全てで優勝を飾った（100ｍ自由形、200ｍ自由形4×200ｍ自由形x100mフリーリレー、4x200mフリーリレー、4x100mメドレーレー）。
2008年8月、北京オリンピックに出場。男子メドレーリレーで、銅メダルを獲得。
2009年4月、ミキハウスに入社し練習は母校の日大で行っていたが5年後に引退を表明。
2015年7月、水の怪物マイケルフェルプスも所属する［Aqua Sphere / MP］とアンバサダー契約を結ぶ。
2015年9月、加藤ゆかと結婚。

## 自己ベスト
| 泳法   | 距離 | 水路   | 記録      | 樹立日       | 大会名                           | 備考  |
| ------ | ---- | ------ | --------- | ------------ | -------------------------------- | ----- |
| 自由形 | 50m  | 長水路 | 22秒63    | 2008年9月5日 | 第84回日本学生選手権水泳競技大会 |       |
| 自由形 | 100m | 長水路 | 48秒91    | 2007年9月9日 | 第83回日本学生選手権水泳競技大会 | [ 4 ] |
| 自由形 | 200m | 長水路 | 1分48秒77 | 2007年9月8日 | 第83回日本学生選手権水泳競技大会 | [ 4 ] |

佐藤は日本記録を5度記録連続し、日本人初となる49秒台、48秒台を達成している。長年日本水泳界では自由形の50秒切りが達成されず、1994年に松下幸広が50秒台を初めて出して以来1秒短縮するのに11年間かかった。しかし、2005年7月に細川大輔が50秒07で泳ぎ初の50秒切りスイマーの期待が高まったが、9月に大学一年生だった佐藤が49秒71を記録して初の50秒切りスイマーとなった。

## 男子100自由形日本記録
| タイム | 選手名   | 年月日        | 大会名                                 |
| ------ | -------- | ------------- | -------------------------------------- |
| 48.91  | 佐藤久佳 | 2007年9月9日  | 日本学生選手権水泳競技大会             |
| 49.22  | 佐藤久佳 | 2007年8月22日 | インターナショナル・スイム・ミート2007 |
| 49.32  | 佐藤久佳 | 2007年4月5日  | 日本選手権水泳競技大会                 |
| 49.71  | 佐藤久佳 | 2005年9月4日  | 日本学生選手権水泳競技大会             |
| 49.73  | 佐藤久佳 | 2005年9月2日  | 日本学生選手権水泳競技大会             |
| 50.07  | 細川大輔 | 2005年7月     | モントリオール世界選手権               |
| 50.13  | 細川大輔 | 2004年9月     | 日本学生選手権水泳競技大会             |
| 50.24  | 奥村幸大 | 2004年8月     | アテネオリンピック                     |
| 50.32  | 明部洋明 | 2002年6月     | 日本選手権水泳競技大会                 |
| 50.41  | 名倉直希 | 2002年6月     | 日本選手権水泳競技大会                 |
| 50.45  | 伊藤俊介 | 1999年6月     | 日本選手権水泳競技大会                 |
| 50.68  | 伊藤俊介 | 1998年9月     | 日本学生選手権水泳競技大会             |
| 50.93  | 伊藤俊介 | 1998年1月     | 世界水泳選手権（パース）               |
| 50.98  | 松下幸広 | 1994年6月     | 日本選手権水泳競技大会                 |
| 51.37  | 中野勉   | 1991年8月     | エドモントンパンパシフィック水泳選手権 |
| 51.56  | 藤原勝教 | 1986年9月     | アジア競技大会（ソウル）               |